# Целочисленный квадратный корень
Целочисленный квадратный корень (isqrt) натурального числа n — это положительное число m, которое равно наибольшему целому числу, меньшему либо равному квадратному корню из n,
{\displaystyle {\mbox{isqrt}}(n)=\lfloor {\sqrt {n}}\rfloor .}
Например, {\displaystyle {\mbox{isqrt}}(27)=5} поскольку {\displaystyle 5^{2}=25<27} и {\displaystyle 6^{2}=36>27}.

## Алгоритм
Одним из путей вычисления {\displaystyle {\sqrt {n}}} и {\displaystyle {\mbox{isqrt}}(n)} — использование метода Ньютона для поиска решения уравнения {\displaystyle x^{2}-n=0}, используя итеративную формулу
{\displaystyle {x}_{k+1}={\frac {1}{2}}\left(x_{k}+{\frac {n}{x_{k}}}\right),\quad k\geq 0,\quad x_{0}>0.}
Последовательность {\displaystyle \{x_{k}\}} сходится квадратично к {\displaystyle {\sqrt {n}}} при {\displaystyle k\to \infty }. Можно доказать, что если {\displaystyle x_{0}=n} выбрано в качестве начального значения, можно останавливаться, как только 
{\displaystyle |x_{k+1}-x_{k}|<1},
чтобы обеспечить, что {\displaystyle \lfloor x_{k+1}\rfloor =\lfloor {\sqrt {n}}\rfloor .}

### Использование только целочисленного деления
Для вычисления {\displaystyle \lfloor {\sqrt {n}}\rfloor } для очень больших целых чисел n можно использовать частное деления с остатком при обеих операциях деления.  Преимуществом является использование только целых чисел для каждого промежуточного значения, что освобождает от использования представления чисел в виде чисел с плавающей запятой. Это эквивалентно использованию итеративной формулы
{\displaystyle {x}_{k+1}=\left\lfloor {\frac {1}{2}}\left(x_{k}+\left\lfloor {\frac {n}{x_{k}}}\right\rfloor \right)\right\rfloor ,\quad k\geq 0,\quad x_{0}>0,\quad x_{0}\in \mathbb {Z} .}
Основываясь на факте, что 
{\displaystyle \left\lfloor {\frac {1}{2}}\left(x_{k}+\left\lfloor {\frac {n}{x_{k}}}\right\rfloor \right)\right\rfloor =\left\lfloor {\frac {1}{2}}\left(x_{k}+{\frac {n}{x_{k}}}\right)\right\rfloor ,}
можно показать, что последовательность достигает {\displaystyle \lfloor {\sqrt {n}}\rfloor } за конечное число итераций .
Однако {\displaystyle \lfloor {\sqrt {n}}\rfloor } не обязательно будет неподвижной точкой итеративной формулы, приведённой выше. Можно показать, что {\displaystyle \lfloor {\sqrt {n}}\rfloor } будет неподвижной точкой тогда и только тогда, когда {\displaystyle n+1} не является полным квадратом. Если {\displaystyle n+1} является полным квадратом, последовательность не сходится, а переходит в цикл длины два, поочерёдно меняя {\displaystyle \lfloor {\sqrt {n}}\rfloor } и {\displaystyle \lfloor {\sqrt {n}}\rfloor +1}. Для прекращения работы достаточно проверить, что либо последовательность сходится (повторение предыдущего значения), либо что следующее значение ровно на единицу больше текущего, в последнем случае новое значение отбрасывается.

### Используябитовые операции
Если * означает умножение, << означает сдвиг влево, а >> — логический сдвиг вправо, рекурсивный алгоритм поиска целочисленного квадратного корня из любого натурального числа следующий:
```
function integerSqrt(n):
    if n 
<
 0:
        error "integerSqrt работает только с неотрицательным входом"
    else if n 
<
 2:
        return n
    else:
        smallCandidate = integerSqrt(n 
>
>
 2) 
<
<
 1
        largeCandidate = smallCandidate + 1
        if largeCandidate*largeCandidate 
>
 n:
            return smallCandidate
        else:
            return largeCandidate
```

Или итерации вместо рекурсии:
```
function integerSqrt(n):
    if n 
<
 0:
        error "integerSqrt работает только с неотрицательным входом"     
    # Находим наибольший сдвиг.
    shift = 2
    nShifted = n 
>
>
 shift
    while nShifted ≠ 0 and nShifted ≠ n:
        shift = shift + 2
        nShifted = n 
>
>
 shift
    shift = shift - 2
    
    # Находим цифры результата.
    result = 0
    while shift ≥ 0:
        result = result 
<
<
 1
        candidateResult = result + 1
        if candidateResult*candidateResult ≤ n 
>
>
 shift:
            result = candidateResult
        shift = shift - 2
   
    return result
```

## Расчётная область
Хотя {\displaystyle {\sqrt {n}}} является иррациональным числом для большинства значений {\displaystyle n}, последовательность  {\displaystyle \{x_{k}\}} содержит только рациональные члены, если {\displaystyle x_{0}} рационально. Таким образом, используя этот метод, нет необходимости выходить за пределы поля рациональных чисел, чтобы вычислить {\displaystyle {\mbox{isqrt}}(n)}, что имеет некоторое теоретическое преимущество.

## Критерий остановки
Можно показать, что {\displaystyle c=1} является наибольшим числом для критерия остановки 
{\displaystyle |x_{k+1}-x_{k}|<c\ },
который обеспечивает, что {\displaystyle \lfloor x_{k+1}\rfloor =\lfloor {\sqrt {n}}\rfloor }
в вышеприведённом алгоритме.
В приложениях, использующих отличные от рациональных чисел форматы (например, плавающую запятую), константу остановки следует выбрать меньшей единицы, чтобы избежать ошибок округления.